# Хлапето
Хлапето е ням филм от 1921 г. на Чарли Чаплин, съчетание между комедия и трагедия, в който участва Джеки Куган, в ролята на осиновено от скитник дете. Филмът има огромен успех и се нарежда на второ място по приходи сред филмите от 1921 г.

## Сюжет
Малкият скитник (Чаплин) намира изоставено бебе и го прибира да го гледа. Хлапето започва да помага на скитника в извършването на дребни престъпления, за да изкарват прехраната си. Социалните служби се опитват да отведат момчето, което довежда до отчаяното търсене и емоционалната среща на главните герои.

## Значимост
Хлапето е значим с това, че е първият филм, който съчетава комедия и драма. Както казва един от началните надписи: „Филм с усмивка, а може би сълза...“ Най-известен момент от филма е отчаяното преследване на скитника по покривите от агентите на социалните служби, които отвеждат детето.
Филмът прави Куган, дотогава водевилен изпълнител, в една от главните детски звезди в киното. Много от биографите на Чаплин приписват взаимоотношенията между скитника и хлапето във филма като резултат от смъртта на първородния син на Чаплин, малко преди започването на снимките на филма.
Изобразяването на бедността и жестокостта на агентите на социалните служби директно напомнят собственото детство на Чаплин в Лондон. Някои от уличните сцени са заснети на Олвера Стрийт, почти 10 години преди да се превърне в туристическа атракция, представяща мексиканската култура.
След заснемането на продукцията през 1920 година, първата жена на Чаплин Милдрид Харис му завежда бракоразводно дело, като запорира всичките му активи. Чаплин и неговите сътрудници изнасят тайно необработените негативи на филма, транспортирани в кутии от кафе, до Солт Лейк Сити, където правят монтажа на филма в хотелска стая. Филмът се разпространява от Фърст Нешънъл Корпорейшън. През 1971 година Чаплин редактира филма и го пуска с нова музика.
Лита Грей, играеща ангела на изкушението, става втора съпруга на Чаплин от 1924 до 1927 година. Чаплин и Куган се срещат за последно през 1972 година, по време на краткосрочното завръщане на Чаплин в САЩ за връчване на почетна награда Оскар.

## Актьорски състав
- Чарли Чаплин ...Скитника
- Една Първайънс ... Майката
- Джеки Куган ... Хлапето („Джон“)
- Том Уилсън ... Полицая
- Джак Куган Старши... Джебчията / Госта / Дявола
- Хенри Бъргман ... Пазача на нощния приют
- Лита Грей ... Ангела на изкушението

- Сценарий и режисура Чарли Чаплин
- Оператор Роланд Тотъро

## В България
В България филмът е прожектиран под заглавие „Детето на улицата“.